# تشارلي ليون
تشارلي ليون (بالإنجليزية: Charlie Lyon) (10 أبريل 1992 بسانت تشارلز في الولايات المتحدة - ) هو لاعب كرة قدم أمريكي في مركز حراسة المرمى. لعب مع سياتل ساوندرز وتاكوما ديفنس وChicago Fire U-23 ‏.

## وصلات خارجية
- تشارلي ليون على موقع الدوري الأمريكي (الإنجليزية)
- تشارلي ليون على موقع قاعدة بيانات كرة القدم.إي يو (الإنجليزية)
- تشارلي ليون على موقع Soccerway.com (الإنجليزية)
- تشارلي ليون على موقع AS.com (الإسبانية)